# نووکیفکا (باشقیرستان)
نووکیفکا (انگلیسی: Novokiyevka, Republic of Bashkortostan) یک شهرک در شهرستان چیشمینسکی در استان باشقیرستان کشور روسیه است.